# To Victor Hugo (sonet)

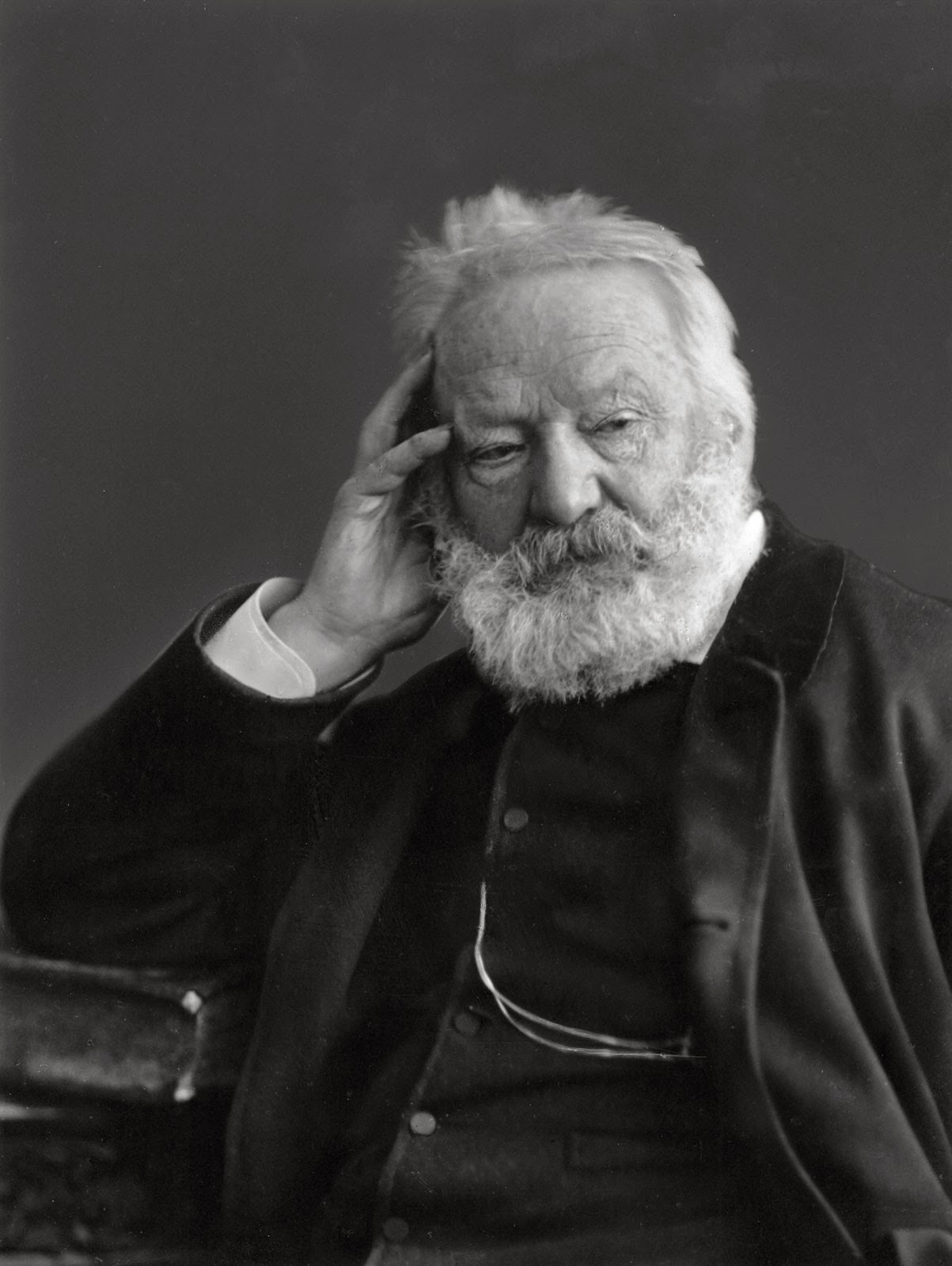
Wiktor Hugo ok. roku 1884

To Victor Hugo – sonet angielskiego poety Algernona Charlesa Swinburne’a, opublikowany w tomie Poems and Ballads. Second Series, wydanym w Londynie w 1878 roku przez spółkę wydawniczą Chatto & Windus i wznowionym w Nowym Yorku w 1885. Utwór został opatrzony datą 3 stycznia 1876. Jest jednym z kilku wierszy Swinburne’a poświęconych francuskiemu romantycznemu poecie, prozaikowi i dramaturgowi Wiktorowi Hugo, autorowi między innymi powieści Nędznicy, cyklu epickiego Legenda wieków i dramatu Hernani. Sonet jest napisany pentametrem jambicznym i rymuje się abba abba ccd eed. 
He had no children, who for love of men,
Being God, endured of Gods such things as thou,
Father; nor on his thunder-beaten brow
Fell such a woe as bows thine head again,
Twice bowed before, though godlike, in man's ken,
And seen too high for any stroke to bow
Save this of some strange God's that bends it now
The third time with such weight as bruised it then.
Fain would grief speak, fain utter for love's sake
Some word ; but comfort who might bid thee take?
What God in your own tongue shall talk with thee,
Showing how all souls that look upon the sun
Shall be for thee one spirit and thy son,
And thy soul's child the soul of man to be?